# Jurij Nykyforov
Jurij Valerijovyč Nykyforov (in ucraino Юрій Валерійович Никифоров?, in russo Юрий Валерьевич Никифоров?, Jurij Valer'evič Nikiforov - trascritto anche come Yuriy Nikiforov; Odessa, 16 settembre 1970) è un ex calciatore sovietico, dal 1991 ucraino naturalizzato russo.
Giocatore versatile, nel corso della sua carriera è passato dal ruolo di attaccante a quello di centrocampista e infine a quello di difensore.

## Carriera

### Club
Nikiforov ha iniziato la carriera nelle giovanili del Čornomorec' di Odessa, sua città natale, per poi passare nel 1987 allo SKA Odessa. L'anno seguente è ritornato al Čornomorec' con cui ha esordito nel campionato sovietico il 30 giugno 1988 contro la Lokomotiv Mosca, sostituendo al 59º minuto di gioco il fratello Oleksandr.
Nella stagione seguente è passato alla Dinamo Kiev, con cui tuttavia non è mai sceso in campo, e quindi nel 1989 è tornato nuovamente al Čornomorec', in cui è diventato uno dei titolari e ha vinto la Coppa d'Ucraina nel 1992. Nel 1993 è passato allo Spartak Mosca con cui ha vinto 3 campionati russi e una Coppa di Russia.
Nel 1996 si è trasferito in Spagna allo Sporting Gijón e nel 1998 agli olandesi del PSV, in cui è rimasto per 4 stagioni vincendo 2 campionati olandesi. Dopo un'altra stagione in Eredivisie con il RKC Waalwijk, nel 2003 si è trasferito in Giappone negli Urawa Red Diamonds con cui ha vinto la Coppa Yamazaki Nabisco e dove ha chiuso la carriera nel 2004.

### Nazionale
Con le Nazionali giovanili dell'Unione Sovietica Nikiforov ha vinto il Mondiale Under-16 nel 1987 e l'Europeo Under-18 nel 1988 e ha partecipato al Mondiale Under-20 del 1989.
Dopo la dissoluzione dell'Unione Sovietica nel 1992 ha giocato 4 partite per la Nazionale di calcio della Comunità degli Stati Indipendenti e in seguito 3 per la Nazionale ucraina. Nel corso dello stesso anno ha deciso di lasciare la Nazionale ucraina per passare nelle file della Nazionale russa.
Con la Russia Nikiforov ha totalizzato 55 presenze segnando 6 reti e ha partecipato ai Mondiali del 1994 e del 2002, dove ha giocato da titolare tutte le partite della propria Nazionale, e all'Europeo del 1996, in cui ha disputato 2 partite. In tutte e tre le occasioni la Russia è stata eliminata nella fase a gironi.

## Palmarès

### Club

#### Competizioni nazionali
- Coppa d'Ucraina: 1

Čornomorec': 1992
- Campionato russo: 3

Spartak Mosca: 1993, 1994, 1996
- Coppa di Russia: 1

Spartak Mosca: 1993-1994
- Campionato olandese: 2

PSV: 1999-2000, 2000-2001
- Supercoppa dei Paesi Bassi: 3

PSV: 1998, 2000, 2001
- Coppa Yamazaki Nabisco: 1

Urawa Red Diamonds: 2003

### Nazionale
- Campionato mondiale Under-16: 1

Unione Sovietica: 1987
- Campionato d'Europa Under-18: 1

Unione Sovietica: 1988

### Individuale
- Capocannoniere dei Mondiali Under-16: 1

Canada 1987 (5 reti, alla pari con Moussa Traoré

## Statistiche

### Cronologia presenze e reti in Nazionale
| Cronologia completa delle presenze e delle reti in nazionale ― Comunità degli Stati Indipendenti | Cronologia completa delle presenze e delle reti in nazionale ― Comunità degli Stati Indipendenti | Cronologia completa delle presenze e delle reti in nazionale ― Comunità degli Stati Indipendenti | Cronologia completa delle presenze e delle reti in nazionale ― Comunità degli Stati Indipendenti | Cronologia completa delle presenze e delle reti in nazionale ― Comunità degli Stati Indipendenti | Cronologia completa delle presenze e delle reti in nazionale ― Comunità degli Stati Indipendenti | Cronologia completa delle presenze e delle reti in nazionale ― Comunità degli Stati Indipendenti | Cronologia completa delle presenze e delle reti in nazionale ― Comunità degli Stati Indipendenti |
| Data                                                                                             | Città                                                                                            | In casa                                                                                          | Risultato                                                                                        | Ospiti                                                                                           | Competizione                                                                                     | Reti                                                                                             | Note                                                                                             |
| ------------------------------------------------------------------------------------------------ | ------------------------------------------------------------------------------------------------ | ------------------------------------------------------------------------------------------------ | ------------------------------------------------------------------------------------------------ | ------------------------------------------------------------------------------------------------ | ------------------------------------------------------------------------------------------------ | ------------------------------------------------------------------------------------------------ | ------------------------------------------------------------------------------------------------ |
| 25-1-1992                                                                                        | Miami                                                                                            | Stati Uniti                                                                                      | 0 – 1                                                                                            | Comunità degli Stati Indipendenti                                                                | Amichevole                                                                                       | -                                                                                                |                                                                                                  |
| 29-1-1992                                                                                        | San Salvador                                                                                     | El Salvador                                                                                      | 0 – 3                                                                                            | Comunità degli Stati Indipendenti                                                                | Amichevole                                                                                       | -                                                                                                |                                                                                                  |
| 2-2-1992                                                                                         | Detroit                                                                                          | Stati Uniti                                                                                      | 2 – 1                                                                                            | Comunità degli Stati Indipendenti                                                                | Amichevole                                                                                       | -                                                                                                |                                                                                                  |
| 12-2-1992                                                                                        | Gerusalemme                                                                                      | Israele                                                                                          | 1 – 2                                                                                            | Comunità degli Stati Indipendenti                                                                | Amichevole                                                                                       | -                                                                                                |                                                                                                  |
| Totale                                                                                           |                                                                                                  | Presenze                                                                                         | 4                                                                                                |                                                                                                  | Reti                                                                                             | 0                                                                                                |                                                                                                  |

| Cronologia completa delle presenze e delle reti in nazionale ― Ucraina | Cronologia completa delle presenze e delle reti in nazionale ― Ucraina | Cronologia completa delle presenze e delle reti in nazionale ― Ucraina | Cronologia completa delle presenze e delle reti in nazionale ― Ucraina | Cronologia completa delle presenze e delle reti in nazionale ― Ucraina | Cronologia completa delle presenze e delle reti in nazionale ― Ucraina | Cronologia completa delle presenze e delle reti in nazionale ― Ucraina | Cronologia completa delle presenze e delle reti in nazionale ― Ucraina |
| Data                                                                   | Città                                                                  | In casa                                                                | Risultato                                                              | Ospiti                                                                 | Competizione                                                           | Reti                                                                   | Note                                                                   |
| ---------------------------------------------------------------------- | ---------------------------------------------------------------------- | ---------------------------------------------------------------------- | ---------------------------------------------------------------------- | ---------------------------------------------------------------------- | ---------------------------------------------------------------------- | ---------------------------------------------------------------------- | ---------------------------------------------------------------------- |
| 29-4-1992                                                              | Užhorod                                                                | Ucraina                                                                | 1 – 3                                                                  | Ungheria                                                               | Amichevole                                                             | -                                                                      |                                                                        |
| 27-6-1992                                                              | Piscataway                                                             | Stati Uniti                                                            | 0 – 0                                                                  | Ucraina                                                                | Amichevole                                                             | -                                                                      |                                                                        |
| 26-8-1992                                                              | Nyíregyháza                                                            | Ungheria                                                               | 2 – 1                                                                  | Ucraina                                                                | Amichevole                                                             | -                                                                      |                                                                        |
| Totale                                                                 |                                                                        | Presenze                                                               | 3                                                                      |                                                                        | Reti                                                                   | 0                                                                      |                                                                        |

| Cronologia completa delle presenze e delle reti in nazionale ― Russia | Cronologia completa delle presenze e delle reti in nazionale ― Russia | Cronologia completa delle presenze e delle reti in nazionale ― Russia | Cronologia completa delle presenze e delle reti in nazionale ― Russia | Cronologia completa delle presenze e delle reti in nazionale ― Russia | Cronologia completa delle presenze e delle reti in nazionale ― Russia | Cronologia completa delle presenze e delle reti in nazionale ― Russia | Cronologia completa delle presenze e delle reti in nazionale ― Russia |
| Data                                                                  | Città                                                                 | In casa                                                               | Risultato                                                             | Ospiti                                                                | Competizione                                                          | Reti                                                                  | Note                                                                  |
| --------------------------------------------------------------------- | --------------------------------------------------------------------- | --------------------------------------------------------------------- | --------------------------------------------------------------------- | --------------------------------------------------------------------- | --------------------------------------------------------------------- | --------------------------------------------------------------------- | --------------------------------------------------------------------- |
| 8-9-1993                                                              | Budapest                                                              | Ungheria                                                              | 1 – 3                                                                 | Russia                                                                | Qual. Mondiali 1994                                                   | -                                                                     |                                                                       |
| 17-11-1993                                                            | Atene                                                                 | Grecia                                                                | 0 – 1                                                                 | Russia                                                                | Qual. Mondiali 1994                                                   | -                                                                     |                                                                       |
| 20-4-1994                                                             | Bursa                                                                 | Turchia                                                               | 0 – 1                                                                 | Russia                                                                | Amichevole                                                            | -                                                                     |                                                                       |
| 29-5-1994                                                             | Mosca                                                                 | Russia                                                                | 2 – 1                                                                 | Slovacchia                                                            | Amichevole                                                            | -                                                                     |                                                                       |
| 20-6-1994                                                             | San Francisco                                                         | Brasile                                                               | 2 – 0                                                                 | Russia                                                                | Mondiali 1994 - 1º turno                                              | -                                                                     |                                                                       |
| 24-6-1994                                                             | Detroit                                                               | Svezia                                                                | 3 – 1                                                                 | Russia                                                                | Mondiali 1994 - 1º turno                                              | -                                                                     |                                                                       |
| 28-6-1994                                                             | San Francisco                                                         | Russia                                                                | 6 – 1                                                                 | Camerun                                                               | Mondiali 1994 - 1º turno                                              | -                                                                     |                                                                       |
| 17-8-1994                                                             | Klagenfurt am Wörthersee                                              | Austria                                                               | 0 – 3                                                                 | Russia                                                                | Amichevole                                                            | 1                                                                     |                                                                       |
| 7-9-1994                                                              | Mosca                                                                 | Russia                                                                | 0 – 1                                                                 | Germania                                                              | Amichevole                                                            | -                                                                     |                                                                       |
| 12-10-1994                                                            | Mosca                                                                 | Russia                                                                | 1 – 3                                                                 | San Marino                                                            | Qual. Euro 1996                                                       | 1                                                                     |                                                                       |
| 16-11-1994                                                            | Glasgow                                                               | Scozia                                                                | 1 – 1                                                                 | Russia                                                                | Qual. Euro 1996                                                       | -                                                                     |                                                                       |
| 8-3-1995                                                              | Bratislava                                                            | Slovacchia                                                            | 2 – 1                                                                 | Russia                                                                | Amichevole                                                            | -                                                                     | cap.                                                                  |
| 29-3-1995                                                             | Mosca                                                                 | Russia                                                                | 0 – 0                                                                 | Scozia                                                                | Qual. Euro 1996                                                       | -                                                                     |                                                                       |
| 26-4-1995                                                             | Salonicco                                                             | Grecia                                                                | 0 – 3                                                                 | Russia                                                                | Qual. Euro 1996                                                       | 1                                                                     |                                                                       |
| 6-5-1995                                                              | Mosca                                                                 | Russia                                                                | 3 – 0                                                                 | Fær Øer                                                               | Qual. Euro 1996                                                       | -                                                                     |                                                                       |
| 16-8-1995                                                             | Helsinki                                                              | Finlandia                                                             | 0 – 6                                                                 | Russia                                                                | Qual. Euro 1996                                                       | -                                                                     |                                                                       |
| 6-9-1995                                                              | Toftir                                                                | Fær Øer                                                               | 2 – 5                                                                 | Russia                                                                | Qual. Euro 1996                                                       | -                                                                     |                                                                       |
| 11-10-1995                                                            | Mosca                                                                 | Russia                                                                | 2 – 1                                                                 | Grecia                                                                | Qual. Euro 1996                                                       | -                                                                     |                                                                       |
| 15-11-1995                                                            | Mosca                                                                 | Russia                                                                | 3 – 1                                                                 | Finlandia                                                             | Qual. Euro 1996                                                       | -                                                                     |                                                                       |
| 7-2-1996                                                              | Ta' Qali                                                              | Malta                                                                 | 0 – 2                                                                 | Russia                                                                | Amichevole                                                            | -                                                                     |                                                                       |
| 9-2-1996                                                              | Ta' Qali                                                              | Islanda                                                               | 0 – 3                                                                 | Russia                                                                | Amichevole                                                            | -                                                                     |                                                                       |
| 11-2-1996                                                             | Ta' Qali                                                              | Russia                                                                | 3 – 1                                                                 | Slovenia                                                              | Amichevole                                                            | -                                                                     | cap.                                                                  |
| 27-3-1996                                                             | Dublino                                                               | Irlanda                                                               | 0 – 2                                                                 | Russia                                                                | Amichevole                                                            | -                                                                     |                                                                       |
| 24-4-1996                                                             | Bruxelles                                                             | Belgio                                                                | 0 – 0                                                                 | Russia                                                                | Amichevole                                                            | -                                                                     |                                                                       |
| 25-5-1996                                                             | Doha                                                                  | Qatar                                                                 | 2 – 5                                                                 | Russia                                                                | Amichevole                                                            | -                                                                     |                                                                       |
| 2-6-1996                                                              | Mosca                                                                 | Russia                                                                | 2 – 0                                                                 | Polonia                                                               | Amichevole                                                            | -                                                                     |                                                                       |
| 16-6-1996                                                             | Manchester                                                            | Russia                                                                | 0 – 3                                                                 | Germania                                                              | Euro 1996 - 1º turno                                                  | -                                                                     |                                                                       |
| 19-6-1996                                                             | Liverpool                                                             | Russia                                                                | 3 – 3                                                                 | Rep. Ceca                                                             | Euro 1996 - 1º turno                                                  | -                                                                     |                                                                       |
| 28-8-1996                                                             | Mosca                                                                 | Russia                                                                | 2 – 2                                                                 | Brasile                                                               | Amichevole                                                            | 1                                                                     |                                                                       |
| 1-9-1996                                                              | Mosca                                                                 | Russia                                                                | 4 – 0                                                                 | Cipro                                                                 | Qual. Mondiali 1998                                                   | 2                                                                     |                                                                       |
| 9-10-1996                                                             | Tel Aviv                                                              | Israele                                                               | 1 – 1                                                                 | Russia                                                                | Qual. Mondiali 1998                                                   | -                                                                     |                                                                       |
| 10-11-1996                                                            | Lussemburgo                                                           | Lussemburgo                                                           | 0 – 4                                                                 | Russia                                                                | Qual. Mondiali 1998                                                   | -                                                                     |                                                                       |
| 8-6-1997                                                              | Mosca                                                                 | Russia                                                                | 2 – 0                                                                 | Israele                                                               | Qual. Mondiali 1998                                                   | -                                                                     |                                                                       |
| 20-8-1997                                                             | San Pietroburgo                                                       | Russia                                                                | 0 – 1                                                                 | Jugoslavia                                                            | Amichevole                                                            | -                                                                     |                                                                       |
| 10-9-1997                                                             | Sofia                                                                 | Bulgaria                                                              | 1 – 0                                                                 | Russia                                                                | Qual. Mondiali 1998                                                   | -                                                                     |                                                                       |
| 15-11-1997                                                            | Napoli                                                                | Italia                                                                | 1 – 0                                                                 | Russia                                                                | Qual. Mondiali 1998                                                   | -                                                                     |                                                                       |
| 18-2-1998                                                             | Amarousio                                                             | Grecia                                                                | 1 – 1                                                                 | Russia                                                                | Amichevole                                                            | -                                                                     |                                                                       |
| 25-3-1998                                                             | Mosca                                                                 | Russia                                                                | 1 – 0                                                                 | Francia                                                               | Amichevole                                                            | -                                                                     |                                                                       |
| 22-4-1998                                                             | Mosca                                                                 | Russia                                                                | 1 – 0                                                                 | Turchia                                                               | Amichevole                                                            | -                                                                     |                                                                       |
| 19-8-1998                                                             | Örebro                                                                | Svezia                                                                | 1 – 0                                                                 | Russia                                                                | Amichevole                                                            | -                                                                     |                                                                       |
| 28-2-2001                                                             | Candia                                                                | Grecia                                                                | 3 – 3                                                                 | Russia                                                                | Amichevole                                                            | -                                                                     |                                                                       |
| 24-3-2001                                                             | Mosca                                                                 | Russia                                                                | 1 – 1                                                                 | Slovenia                                                              | Qual. Mondiali 2002                                                   | -                                                                     |                                                                       |
| 28-3-2001                                                             | Mosca                                                                 | Russia                                                                | 1 – 0                                                                 | Fær Øer                                                               | Qual. Mondiali 2002                                                   | -                                                                     |                                                                       |
| 6-6-2001                                                              | Lussemburgo                                                           | Lussemburgo                                                           | 1 – 2                                                                 | Russia                                                                | Qual. Mondiali 2002                                                   | -                                                                     |                                                                       |
| 15-8-2001                                                             | Mosca                                                                 | Russia                                                                | 0 – 0                                                                 | Grecia                                                                | Amichevole                                                            | -                                                                     |                                                                       |
| 5-9-2001                                                              | Tórshavn                                                              | Fær Øer                                                               | 0 – 3                                                                 | Russia                                                                | Qual. Mondiali 2002                                                   | -                                                                     |                                                                       |
| 14-11-2001                                                            | Riga                                                                  | Lettonia                                                              | 1 – 3                                                                 | Russia                                                                | Amichevole                                                            | -                                                                     |                                                                       |
| 12-2-2002                                                             | Dublino                                                               | Irlanda                                                               | 1 – 1                                                                 | Russia                                                                | Amichevole                                                            | -                                                                     |                                                                       |
| 27-3-2002                                                             | Tallinn                                                               | Estonia                                                               | 2 – 1                                                                 | Russia                                                                | Amichevole                                                            | -                                                                     |                                                                       |
| 17-4-2002                                                             | Saint-Denis                                                           | Francia                                                               | 0 – 0                                                                 | Russia                                                                | Amichevole                                                            | -                                                                     |                                                                       |
| 17-5-2002                                                             | Mosca                                                                 | Russia                                                                | 1 – 1 dts (4 – 5 dtr)                                                 | Bielorussia                                                           | Amichevole                                                            | -                                                                     |                                                                       |
| 19-5-2002                                                             | Mosca                                                                 | Russia                                                                | 1 – 1 dts (5 – 6 dtr)                                                 | Jugoslavia                                                            | Amichevole                                                            | -                                                                     |                                                                       |
| 5-6-2002                                                              | Kōbe                                                                  | Russia                                                                | 2 – 0                                                                 | Tunisia                                                               | Mondiali 2002 - 1º turno                                              | -                                                                     |                                                                       |
| 9-6-2002                                                              | Yokohama                                                              | Giappone                                                              | 1 – 0                                                                 | Russia                                                                | Mondiali 2002 - 1º turno                                              | -                                                                     |                                                                       |
| 14-6-2002                                                             | Shizuoka                                                              | Belgio                                                                | 3 – 2                                                                 | Russia                                                                | Mondiali 2002 - 1º turno                                              | -                                                                     |                                                                       |
| Totale                                                                |                                                                       | Presenze                                                              | 55                                                                    |                                                                       | Reti                                                                  | 6                                                                     |                                                                       |